# Bactrocera hoedi
Bactrocera hoedi är en tvåvingeart som beskrevs av White 1999. Bactrocera hoedi ingår i släktet Bactrocera och familjen borrflugor. Inga underarter finns listade.